# Bisdom Masaka

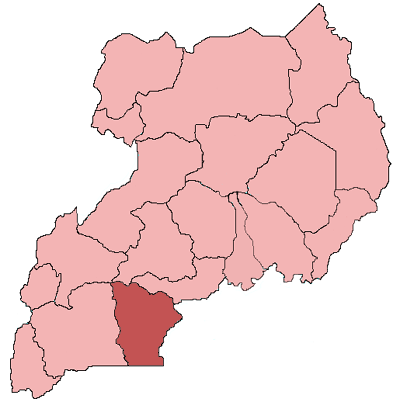
Het bisdom Masaka binnen Oeganda

Het bisdom Masaka (Latijn: Dioecesis Masakaensis) is een rooms-katholiek bisdom met als zetel Masaka in Oeganda. Het is een suffragaan bisdom van het aartsbisdom Kampala. Hoofdkerk is de Kathedraal Our Lady of Sorrows.
In 1939 werd het apostolisch vicariaat Masaka opgericht. Dit werd verheven tot een bisdom in 1953. Eerste bisschop was de inlandse witte pater Joseph Nakabaale Kiwánuka.
In 2019 telde het bisdom 55 parochies. Het bisdom heeft een oppervlakte van ongeveer 21.199 km². Het telde in 2019 1.881.000 inwoners waarvan 59,3% rooms-katholiek was. 

## Bisschoppen
- Joseph Nakabaale Kiwánuka (1953-1960)
- Adrian Kivumbi Ddungu (1961-1998)
- John Baptist Kaggwa (1998-2019)
- Serverus Jjumba (2019-)

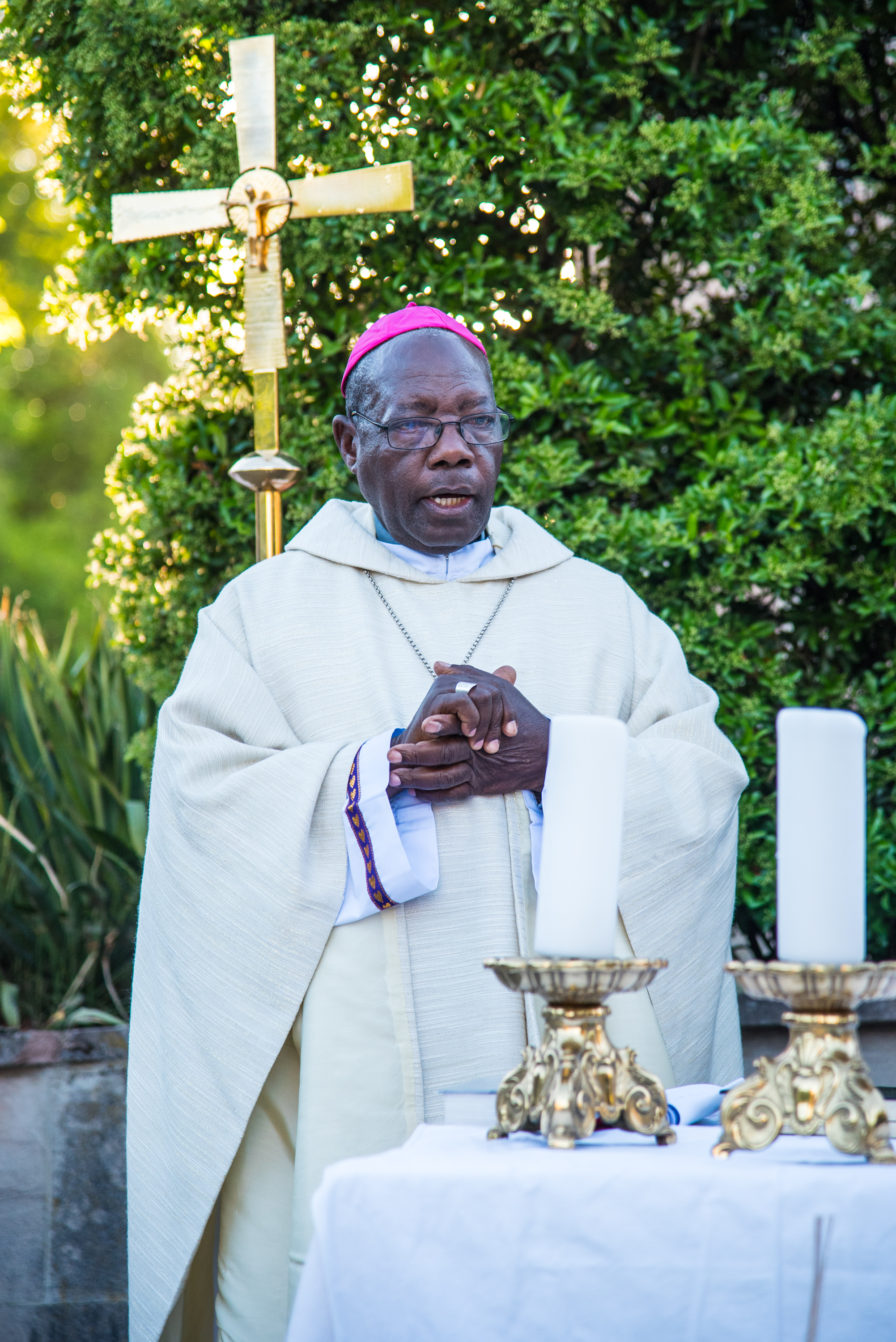
John Baptist Kaggwa (1943-2021)